# Maria Ślipek
Maria Ślipek (ur. 15 lipca 1939 w Tarnowie, zm. 10 czerwca 2007) – polska urzędniczka i pisarka. 
W 1956 ukończyła liceum ogólnokształcące. Później pracowała jako urzędniczka w różnych instytucjach. W 1972 zadebiutowała jako pisarka. Jej pierwsza książka pt. Najlepsze w świecie ukazała się nakładem wydawnictwa Iskry. Na jej podstawie Stanisław Jędryka nakręcił w 1976 film o tym samym tytule.

## Powieści
- Najlepsze w świecie, wyd. Iskry, 1972
- Najlepsze po raz drugi, wyd. Iskry, 1974
- Joanna Kenis zdaje maturę, wyd. Iskry, 1976